# La Garita (La Cruz)
La Garita es un distrito del cantón de La Cruz, en la provincia de Guanacaste, de Costa Rica.

## Geografía
La Garita cuenta con un área de 273,39 km² y una altitud media de 300 m s. n. m.

## Demografía
Para el año 2022, La Garita cuenta con una población estimada de 2824 habitantes, y para el último censo efectuado, en 2011, La Garita contaba con una población de 1688 habitantes.

## Localidades
- Barrios: Paraíso.
- Poblados: Agua Muerta, Andes, Asilo, Cañita, Carmen, Fortuna, Gloria, Guapinol, Inocentes, Lavaderos, Pochote, San Antonio, Tapesco.

## Transporte

### Carreteras
Al distrito lo atraviesan las siguientes rutas nacionales de carretera:
- Ruta nacional 4